# شینا، ملکه جنگل
شینا، ملکه جنگل، یک قهرمان خیالی آمریکایی در کتاب‌های مصور دختر جنگلی است که توسط فیکشن هاوس در دوران طلایی کتاب‌های کمیک منتشر شد. با اولین نمایش در سال ۱۹۳۸ و پیش از معرفی شخصیت واندر وومن (دسامبر ۱۹۴۱)، شینا اولین شخصیت زن کتاب‌های مصور با عنوان خود و الهام بخش بسیاری از شخصیت‌های کمیک مشابه بود. این شخصیت توانست از ریما، دختر جنگل که در رمان عمارت‌های سبز ویلیام هنری هادسون در سال ۱۹۰۴ معرفی شد از لحاظ ادبی پیشی بگیرد.
شینا یتیمی است که در جنگل بزرگ شده و یاد می‌گیرد که چگونه در آنجا زنده بماند و رشد کند، او توانایی برقراری ارتباط با حیوانات وحشی را دارد و در مبارزه با چاقو، نیزه، کمان و سلاح‌های موقت مهارت دارد. ماجراجویی‌های او بیشتر شامل برخورد با تاجران برده، شکارچیان سفیدپوست، آفریقایی‌های بومی و حیوانات وحشی است.

## تاریخچه

### فیکشن هاوس
شینا در ژانویه ۱۹۳۸ در مجله بریتانیایی Wags شماره ۴۶ جاشوا بی پاور معرفی شد. خالقان این شخصیت ویل آیزنر و اس ام «جری» ایگر بودند. بنابر گفته یکی از منابع، ایگر از طریق استودیوی کوچک خود با نام یونیورسال فونیکس فیچرز (UFP) به مورت مسکین دستور داد تا نمونه اولیه از شینا را نقاشی کند. UFP یکی از معدود استودیوهایی بود که به درخواست ناشران و سندیکاها داستان مصور تولید و در Wags توزیع می‌کرد. برای کمک به پنهان کردن این واقعیت که استودیوی آنها فقط از خودشان تشکیل شده بود، این دو نفر کمیک خود را با نام مستعار «دبلیو مورگان توماس» امضا کردند. آیزنر اظهار داشت که نام این شخصیت با الهام از رمان او: تاریخ یک ماجراجویی نوشته اچ. رایدر هگرد انتخاب شد.
شینا برای اولین بار در شماره ۱ جامبو کامیکس از فیکشن هاوس و سپس در هر شماره (سپتامبر ۱۹۳۸ - آوریل ۱۹۵۳)، و همچنین در ۱۸ شماره اسپین آف (بهار ۱۹۴۲ - زمستان ۱۹۵۲) ظاهر شد و اولین داستان مصوری به‌شمار می‌آید که در آن یک شخصیت زن نقش قهرمان اصلی را ایفا می‌کند.

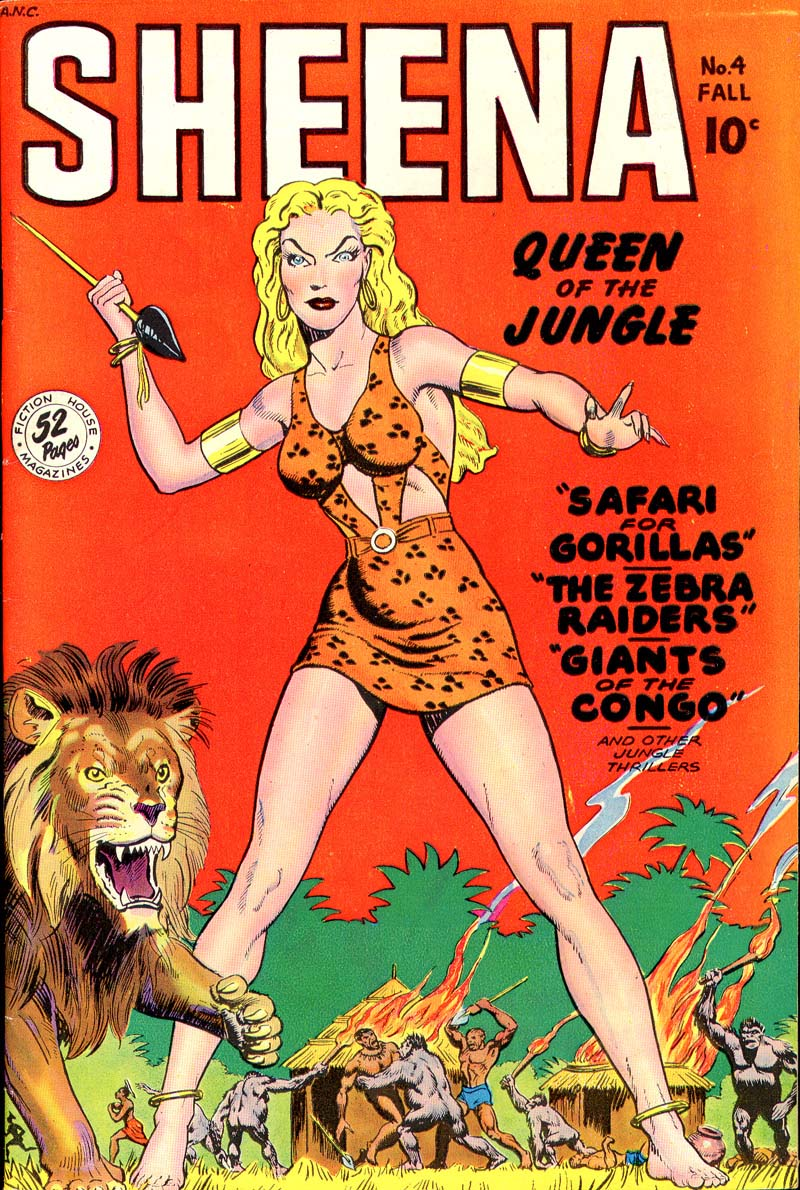
شینا بر روی جلد شماره ۴ (پاییز ۱۹۴۸) اثر جو دولین

فیکشن هاوس که در اصل یک ناشر مجله پالپ بود، داستان‌های منثور این شخصیت را در کتاب‌های داستان‌های شینا، ملکه جنگل (بهار ۱۹۵۲) و داستان‌های جنگل جلد (بهار ۱۹۵۴) منتشر کرد.

### دوران معاصر
بلکثورن در دهه ۱۹۸۰ داستان‌های اصلی شینا را در مجموعه سه شماره‌ای Jungle Comics (مه تا اکتبر ۱۹۸۸) منتشر کرد. ریبوت شینا که عمدتاً توسط استیون ئی. دسوزا نوشته شده بود و در آمریکای جنوبی به جای آفریقا جریان داشت، با همکاری استودیوی شبانه لندن در سال ۱۹۹۸ آغاز شد و در انتشارات Devil's Due از سال ۲۰۰۸ تا ۲۰۰۹ و با مون استون در سال ۲۰۱۴ ادامه یافت. استودیوی شبانه لندن شماره ۰ شینا، ملکه جنگل (فوریه ۱۹۹۸) را منتشر کرد و به دنبال آن سه شماره از یک مینی سریال سیاه و سفید چهار شماره ای به همین نام (مه ۱۹۹۸ - فوریه ۱۹۹۹) منتشر شد. انتشارات Devils Due داستان‌هایی با نام شینا، ملکه جنگل شماره ۱–۵ (ژوئن ۲۰۰۷ - ژانویه ۲۰۰۸)، شینا، دنباله نقشه‌نگاری (آوریل ۲۰۰۸) و شینا، ملکه جنگل: خیزش تاریکی را در ۳ شماره (اکتبر ۲۰۰۸ – دسامبر ۲۰۰۸) منتشر کرد. مون استون نیز در ادامه شینا، ملکه جنگل را در ۳ شماره (۲۰۱۴) منتشر کرد. علاوه بر این ای سی کامیکس مسئولیت چاپ‌های مجدد شینا و همچنین داستان‌های جدیدی از زنان جنگلی که پس از او معرفی شدند را بر عهده دارد.

### دینامیت اینترتینمنت
دینامیت انتشار کمیک شینا را در سال ۲۰۱۷ آغاز کرد که توسط مارگریت بنت و کریستینا تروجیلو نوشته شد و با طراحی موریتات (شماره‌های ۱–۴) و ماریا لورا ساناپو (شماره ۵–۱۰) در ۱۰ شماره ادامه یافت. علاوه بر این یک سری کمیک جدید در نوامبر ۲۰۲۱ منتشر شد که توسط استفن مونی نوشته و توسط جترو مورالس طراحی شد.

## زندگی‌نامه
شینا دختری جوان و بلوند است که همراه پدر خود، کاردول ریوینگتون به کاوش در آفریقا می‌پردازد. هنگامی که کاردول بر اثر نوشیدن تصادفی معجون جادویی ساخته شده توسط کوبا (یک جادوگر بومی) جان خود را از دست می‌دهد، شینا یتیم شده و کوبا او را به عنوان دختر خود بزرگ می‌کند و راه‌های جنگل و زبان‌های مختلف آفریقای مرکزی را به او آموزش می‌دهد. با رسیدن به سن بلوغ، شینا لقب «ملکه جنگل» را تصاحب می‌کند و صاحب میمونی به نام چیم می‌شود.
طبق دایرةالمعارف ابرقهرمانان عصر طلایی نوشته جس نوین، شینا با کمک یک شکارچی سفیدپوست به نام باب رینولدز با هر تهدیدی مبارزه می‌کند، از جمله: بومیان متخاصم، حیوانات وحشی، غول‌ها، ابر میمون، ببرهای دندان خنجری، فرقه‌های وودو، مردان گوریل نما، ملکه‌های شیطانی، دایناسورها، کلونی مورچه‌ها، نژادهای گمشده، غارنشینان، میمون‌های خون‌آشام و غیره.
شینا در اصل با یک لباس قرمز ساده معرفی شده بود تا این که در شماره ۱۰ جامبو کامیکس لباس نمادین خود (از جنس پوست پلنگ) را به دست آورد.
با گذشت زمان، روستای زادگاه شینا ویران شده و او با یک راهنمای گردشگری به نام باب رینولدز (با نام دیگر "باب ریلی" یا "باب ریبرن") ازدواج می‌کند. در داستان‌های بعدی، همسر شینا ریک تورن نام دارد.
در بازسازی سال ۲۰۰۷ در آمریکای جنوبی، نام اصلی شینا ریچل کاردول است که دختر تونی و رامونا کاردول می‌باشد.

## بازخورد
شینا در فهرست «۱۰۰ زن جذاب دنیای کمیک» راهنمای خریداران کمیک در رتبه ۵۹ قرار گرفت.

## در رسانه‌های دیگر
آیریش مک کالا نقش اصلی را در سریال تلویزیونی ۲۶ قسمتی شینا، ملکه جنگل ایفا کرد که از سال ۱۹۵۵ تا ۱۹۵۶ پخش شد. مک‌کالا در مصاحبه برای روزنامه گفت که ناسور استودیوز هنگام پرتاب نیزه بامبو در یکی از سواحل مالیبو کالیفرنیا، او را کشف کرد و به قول معروف اضافه کرد: «با این که بازیگری بلد نبودم، اما می‌توانستم در میان درختان تاب بخورم». با وجود اینکه شخصیت شینا اغلب «ملکه کنگو» نامیده می‌شد، سریال تلویزیونی به وضوح او را در کنیا قرار داد که صدها مایل از رودخانه کنگو فاصله دارد و اگرچه این شخصیت سال‌ها قبل توسط ویل آیزنر و جری ایگر در کتاب‌های مصور خلق شده بود، اما در سال ۱۹۵۶ در آگهی ترحیم نیویورک تایمز برای کلود ای. لافام، ویراستار ۱۰ ساله در فیکشن هاوس گفته شد که داستان «شینا» بر اساس داستانی تلویزیونی به این نام بود.
فیلم شینا در سال ۱۹۸۴، توسط کلمبیا پیکچرز به تهیه کنندگی پل آراتو و با بازی تانیا رابرتس که قبلاً در فیلم استاد هیولا محسوب مترو گلدوین مایر بازی کرده بود، ساخته شد. در این نسخه نام اصلی شینا جانت ایمز بود که پدر و مادرش فیلیپ و بتسی ایمز نام داشتند. شینا رابرتز دایره لغات بسیار گسترده‌ای از مک کالا داشت (و همچنین ارتباط تله پاتی با حیوانات جنگل). مارول کامیکس یک اقتباس کمیک از فیلم شینا را با عنوان مارول کامیکس فوق ویژه شماره ۳۴ (ژوئن ۱۹۸۴) منتشر کرد و آن را با نام شینا، ملکه جنگل (دسامبر ۱۹۸۴ تا فوریه ۱۹۸۵) در ۲ شماره تجدید چاپ کرد.
سریال شینا توسط هرست اینترتینمنت در اکتبر ۲۰۰۰ با بازی جینا لی نولین احیا شد. در این نسخه، نام اصلی شینا شرلی همیلتون است. شینا در این مجموعه ۳۵ قسمتی کلمبیا/ ترای استار قدرت جدیدی به دست آورد که به او امکان تغییر شکل به هر حیوان خونگرم را تنها با برقراری تماس چشمی می‌دهد. او همچنین به عنوان یک قاتل وحشی به تصویر کشیده شد که قادر به تبدیل شدن به موجودی انسان نما به نام داراکنا است و در این حالت افراد زیادی را می‌کشد، اگرچه در قسمت‌های متعددی دیده شده‌است که او حتی در حالت عادی خود، سربازان و دیگر دشمنان را با چاقو به قتل می‌رساند. همانند تانیا رابرتس، نولین نیز در این نقش جملات خود را کامل بیان کرد.

## تأثیرات
ترانه " شینا یک پانک راکر است " از گروه موسیقی رامونز با الهام از شینا، ملکه جنگل ساخته شده‌است. این آهنگ اولین بار در سال ۱۹۷۷ در سومین آلبوم گروه به نام Rocket to Russia ظاهر شد.
ترانه " Crush on You " از بروس اسپرینگستین حاوی شعری است که در آن به شخصیت شینا اشاره می‌کند.
آیک ترنر از شینا، ملکه جنگل به عنوان یکی از منابع الهام‌بخش خود برای خلق شخصیت صحنه تینا ترنر یاد کرده‌است و نام «تینا» را به دلیل هم قافیه بودن آن با «شینا» انتخاب کرد.